# Pseudocaranx wrighti
Pseudocaranx wrighti es una especie de peces de la familia Carangidae en el orden de los Perciformes.

## Morfología
• Los machos pueden llegar alcanzar los 70 cm de longitud total.

## Distribución geográfica
Se encuentra al sur de Australia (en Australia Occidental hasta Nueva Gales del Sur ).